# Березівка
Березі́вка — місто в Україні, Одеській області. Районний центр Березівського району й адміністративний центр Березівської міської громади. Відстань до Одеси становить близько 90 км і проходить залізницею Помічна-Одеса та автошляхом Р55.
Розташоване в центральній частині Березівського району, на річці Тилігул і Тартакай. На півдні межує із селом Новоподільське, на заході із селом Вікторівка, на півночі із селом Роздол та на заході із селом Зброжківка.

## Походження назви
Назва «Березі́вка» не має відношення до беріз, оскільки останні в степовій зоні не ростуть. За легендою назва походить саме з часів проведення ярмарків. Базар був великим місцем найму працівників. Наймити, що приїхали на базар, спали на землі, а поруч була табличка з приблизно таким текстом: «Бери і зови» (бери та клич). Тому місто спочатку дістало назву «БерИзовка», що згодом змінилося на БерЕзівка.

## Географія
Через місто протікають річки Тилігул, Тартакай та Балка Кологлія.

### Клімат
| Клімат Березівки          | Клімат Березівки | Клімат Березівки | Клімат Березівки | Клімат Березівки | Клімат Березівки | Клімат Березівки | Клімат Березівки | Клімат Березівки | Клімат Березівки | Клімат Березівки | Клімат Березівки | Клімат Березівки | Клімат Березівки |
| Показник                  | Січ.             | Лют.             | Бер.             | Квіт.            | Трав.            | Черв.            | Лип.             | Серп.            | Вер.             | Жовт.            | Лист.            | Груд.            | Рік              |
| Середній максимум, °C     | −0,1             | 0,7              | 5,0              | 13,4             | 20,0             | 24,4             | 26,8             | 26,2             | 21,0             | 14,2             | 7,2              | 2,7              | 13               |
| Середня температура, °C   | −2,9             | −2               | 1,9              | 9,5              | 15,7             | 19,9             | 22,1             | 21,4             | 16,4             | 10,3             | 4,3              | 0,2              | 9                |
| Середній мінімум, °C      | −5,6             | −4,7             | −1,1             | 5,6              | 11,4             | 15,5             | 17,4             | 16,6             | 11,9             | 6,5              | 1,5              | −2,3             | 6                |
| Норма опадів, мм          | 36               | 37               | 30               | 32               | 43               | 55               | 57               | 39               | 37               | 26               | 39               | 40               | 471              |
| ------------------------- | ---------------- | ---------------- | ---------------- | ---------------- | ---------------- | ---------------- | ---------------- | ---------------- | ---------------- | ---------------- | ---------------- | ---------------- | ---------------- |
| Джерело: climate-data.org |                  |                  |                  |                  |                  |                  |                  |                  |                  |                  |                  |                  |                  |

## Історія
Територія сьогоднішньої Березівки, як і всього Березівського району, судячи з археологічних знахідок, була заселена ще наприкінці XI століття до нашої ери. Це свідчить численними курганами, розташованими на території Березівки. Ці кургани насипані над могилами людей, що жили на цій території в II та I століттях до нашої ери.
По берегам річки Тилигул в середині I тисячоліття до нашої ери були розташовані грецькі та скіфські багатонаселені поселення, що були тут до VI століття до нашої ери.
У X—XVIII століттях на місці, де зараз розташовується Березівка, була стоянка для чумаків, котрі їздили на перекопські солоні озера. Крім колишньої чумацької зупинки тут перехрестя доріг з Очакова до Аккермана та по інших напрямках. Тому тут ще на початку XVIII століття згадувався район — Нова Олександрівка з хутором Куца Балка. Саме при цих населених пунктах у 1802 році було засновано маленьке містечко Березівка, яке заселялося біженцями від кріпосницького гніту. У 1811 році тут нараховувалось 50 дворів із населенням 187 чоловік. Більшість з них наступного року вимерло від чуми.
Населення Березівки продовжувало зростати і перед 1859 роком в Березівці нараховувалося вже 774 жителі. Оскільки вони всі були не закріпаченими, а залежними селянами, що платили поміщику чинш та називались «десятинщиками» і навіть «міщанами», тому з реформою 1861 року вони ніяких наділів не отримали. Через 25 років після реформи, за переписом 1886—1887 років, у Березівці нараховувалось 787 безземельних селянських господарств.
До революції 1917 року вся земля Березівки належала поміщикам (3310 га) і церкві (250 га). Селяни були лише орендарями, та й орендарі були різні. Були такі, що брали в оренду до 10 десятин, таких було 55 %, але були й такі, що орендували до 110, таких було 2 %. Були й такі, що орендували від 10 до 100 десятин.
Серед березівських жителів було багато таких, що батрачили, не маючи ні дому, ні робочої худоби, та були й такі, що самі наймали батраків.
У 1870—1880 роках у XIX сторіччі Березівка була одним із помітних містечок Новоросійської губернії в торговельно-економічному відношенні. Кожні два тижні в Березівці проводили великі базари. На базарі торгували хлібом, зерном, борошном, крупами, худобою та кіньми і господарським реманентом. Особливо великі були осінні базари.
Населення Березівки за національною ознакою у 1890 році становило таку картину: українців — 1100 осіб, росіян — 200, сербів — 50, молдован — 5, у містечку проживало 350 сімей євреїв.
У Березівці працювали різні майстри: ковалі, слюсарі, бондарі, швеці та кравці. Водночас у Березівці, що нараховувала 2300 жителів, не було жодної школи. Лікарня, у якій розміщено 10 ліжок, була переповнена хворими у вкрай запущеному стані. Ананьївське земство, котре отримувало тоді в Березівці щорічно більше 1500 рублів різних податків, не виділяло коштів на потреби лікарні та на будівництво школи.

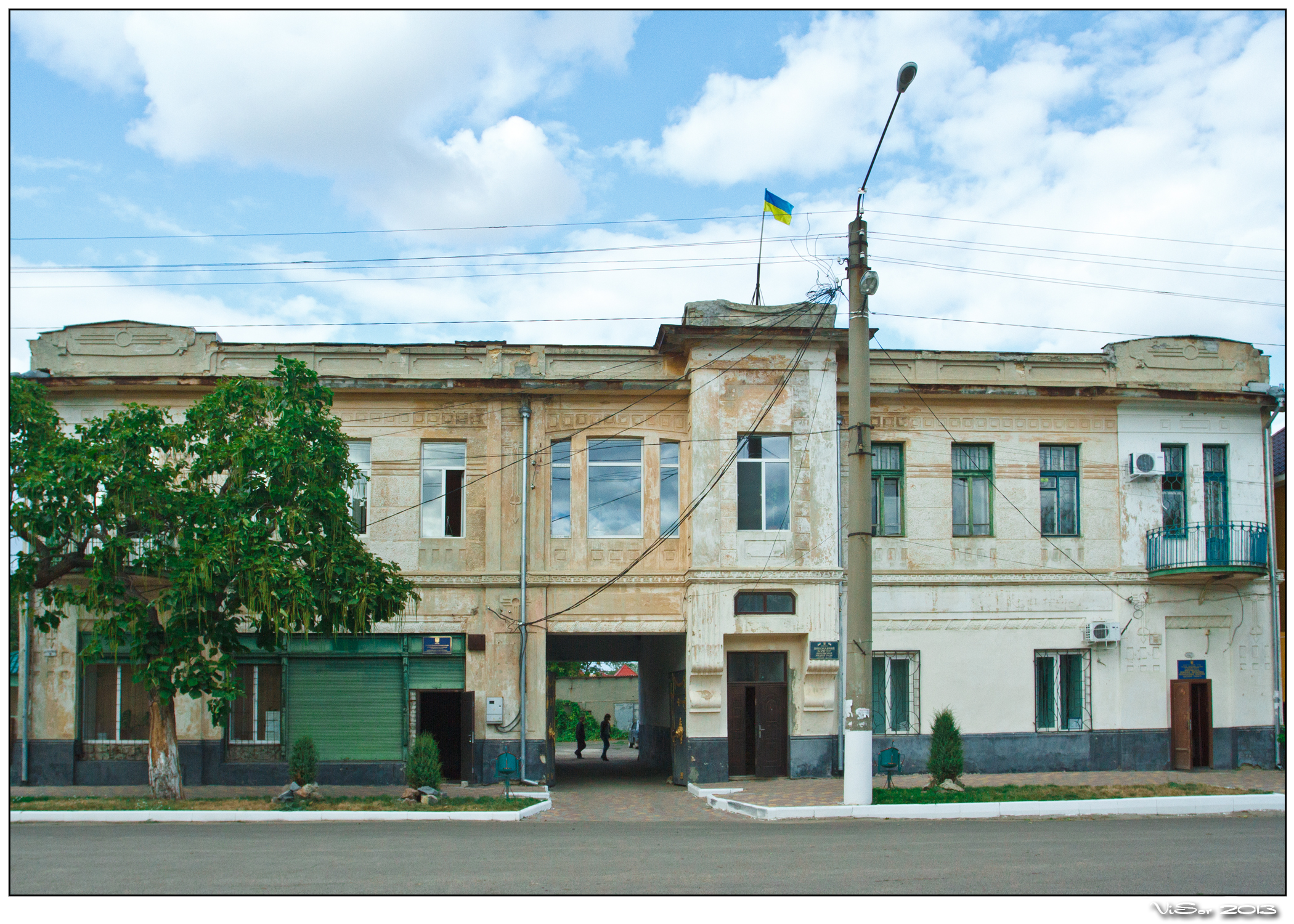
Стара будівля міської ради

До 1917 року Березівка була одним із центрів Херсонщини по торгівлі хлібом, соняшником, худобою і одночасно добре відомим на півдні України великим ринком по найму працівників.
У Березівку на Троїцький ярмарок (велика базарна площа знаходилася на території сучасного стадіону) тисячами сходилися на заробітки безземельні та бездомні селяни-бідняки. Тут можна було побачити робітників із Київської, Полтавської та Подільської губерній. Березівка служить головним містом найму робітників для Ананьївського, Тираспольського й Одеського повіту. До початку ярмарку до Березівки приїздили для найму батраків маклери, які наймали цілі партії батраків на економії поміщиків. Маклери часто збивали ціну за працівників, бо чим нижча плата за працівника, тим вищий їх особистий заробіток.
У 1918—1920 роках Березівка була опорним пунктом українських повстанських загонів. У липні 1919 року мешканці Березівки та навколишніх сіл приєдналися до антибільшовицького повстання німецьких колоністів Одещини, яке було викликане продрозкладкою та насильницькою мобілізацією до Червоної армії.

## Населення

### Чисельність
| 1923    | 1926    | 1939    | 1959     | 1970     | 1979     | 1989     |
| ------- | ------- | ------- | -------- | -------- | -------- | -------- |
| 6 328   | ▲ 7 574 | ▲ 8 611 | ▲ 10 673 | ▼ 10 258 | ▲ 12 433 | ▲ 14 987 |
| 2001    | 2003    | 2004    | 2005     | 2006     | 2007     | 2008     |
| ▼ 9 481 | ▬ 9 516 | ▲ 9 525 | ▲ 9 555  | ▲ 9 605  | ▲ 9 685  | ▲ 9 762  |
| 2009    | 2010    | 2011    | 2012     | 2013     | 2014     | 2015     |
| ▬ 9 757 | ▲ 9 790 | ▼ 9 737 | ▬ 9 753  | ▲ 9 760  | ▲ 9 778  | ▲ 9 815  |
| 2016    | 2017    | 2018    | 2019     | 2020     | 2021     | 2022     |
| ▲ 9 891 | ▼ 9 845 | ▼ 9 712 | ▼ 9 644  | ▼ 9 581  | ▼ 9 527  | ▼ 9 428  |

### Національний склад
Національний склад населення за даними перепису 2001 року:
| Національність  | Відсоток |
| --------------- | -------- |
| українці        | 91,33%   |
| росіяни         | 4,62%    |
| вірмени         | 0,50%    |
| молдовани       | 0,48%    |
| болгари         | 0,31%    |
| білоруси        | 0,29%    |
| інші/не вказали | 2,47%    |

### Мовний склад
Рідна мова населення за даними перепису 2001 року:
| Мова            | Чисельність, осіб | Доля   |
| --------------- | ----------------- | ------ |
| Українська      | 8 667             | 92,72% |
| Російська       | 457               | 4,89%  |
| Ромська         | 84                | 0,90%  |
| Вірменська      | 38                | 0,41%  |
| Румунська       | 31                | 0,33%  |
| Білоруська      | 15                | 0,16%  |
| Болгарська      | 12                | 0,13%  |
| Німецька        | 4                 | 0,04%  |
| Гагаузька       | 3                 | 0,03%  |
| Інші/Не вказали | 36                | 0,39%  |
| Разом           | 9 347             | 100%   |

## Інфраструктура

### Транспорт

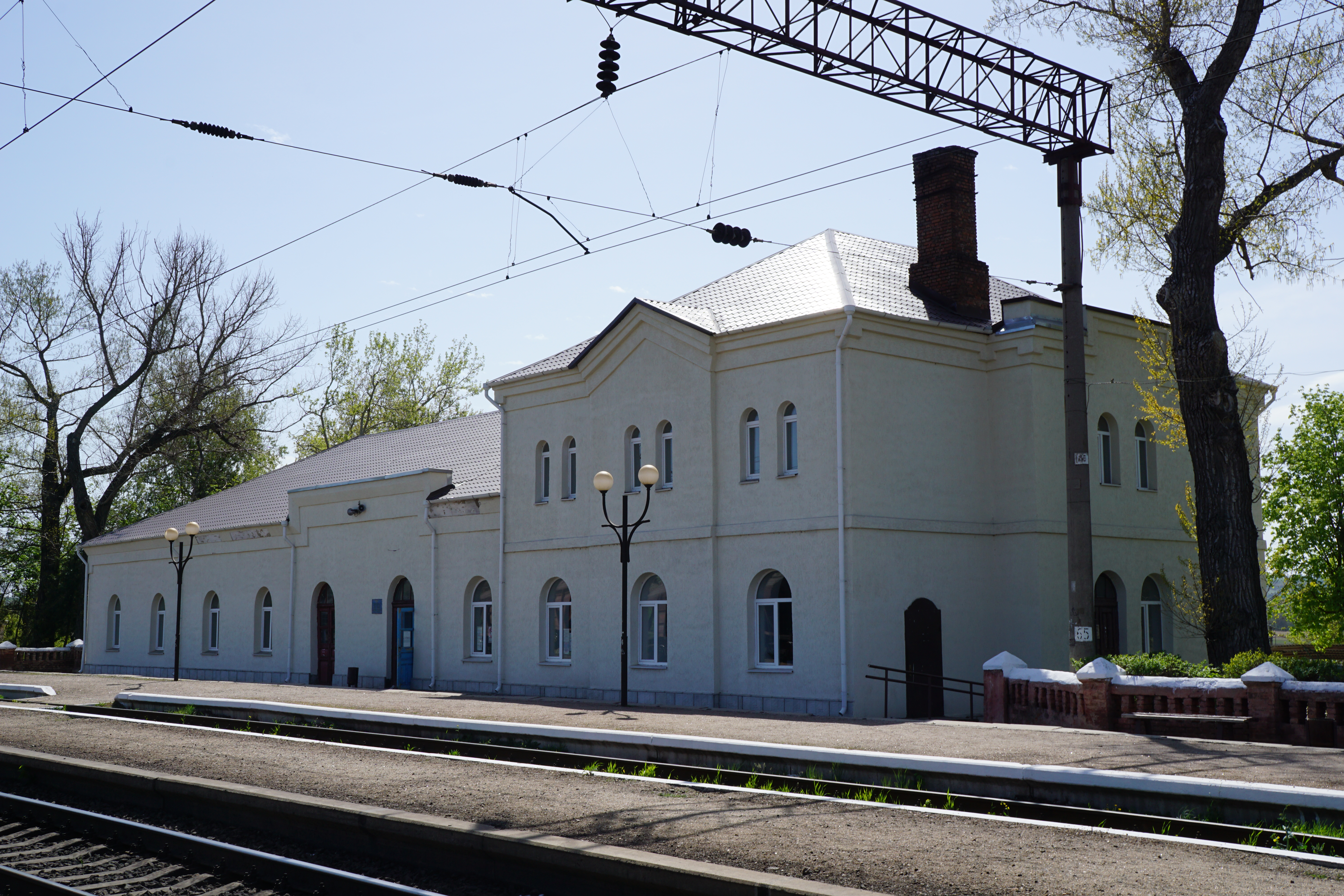
Вокзал станції Березівка

- Автостанція «Березівка»
- Залізничний вокзал.[17]
- Таксі

### Служби доставки та вантажних перевезень
- « УкрПошта»
- «Нова пошта»
- «Ін-тайм»

### Культурні місця

#### Парк

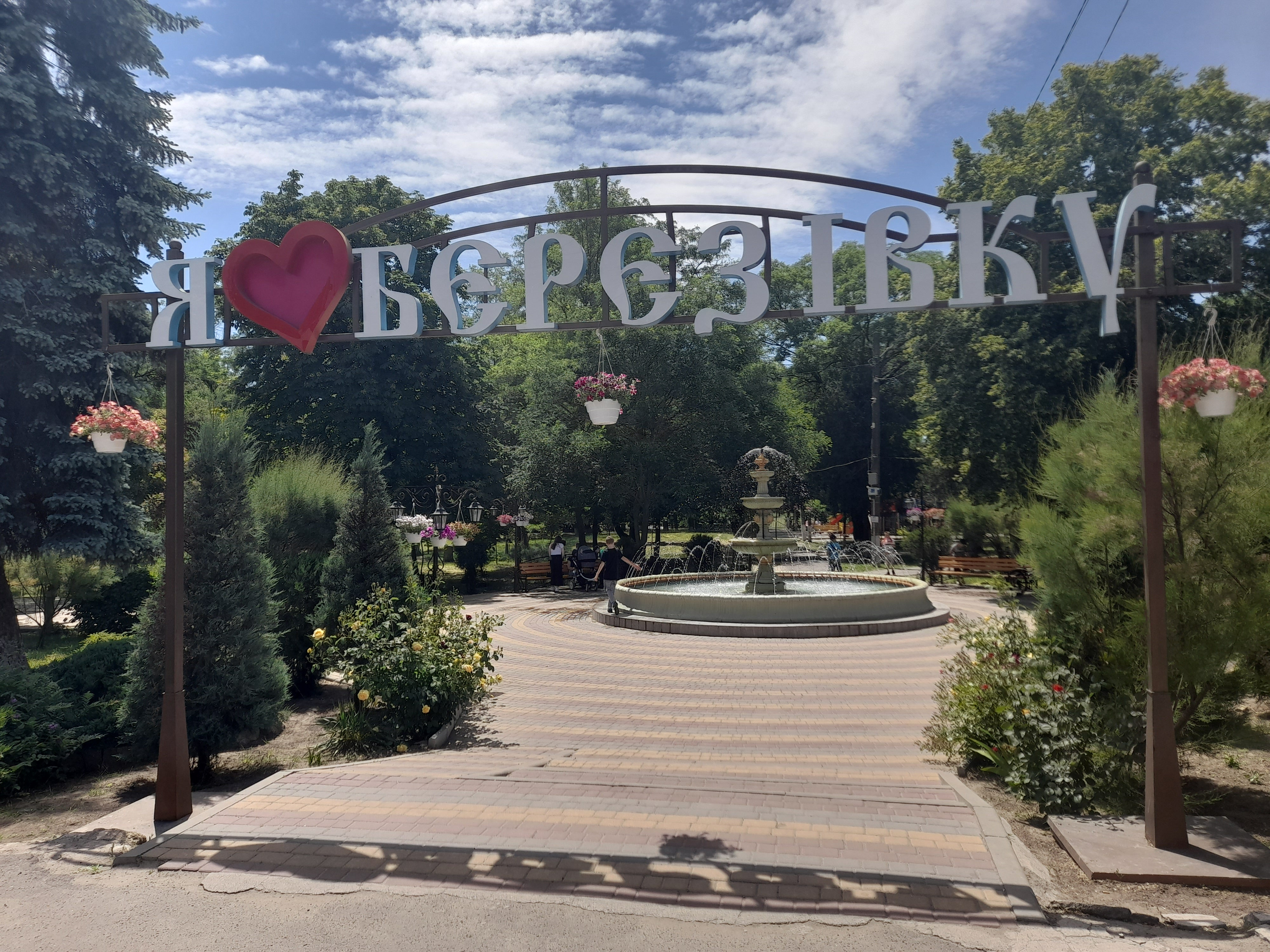
Вхід до міського парку

В центрі міста знаходиться міський парк, котрий є вільним для відвідувачів. Включає в себе дитячий розважальний майданчик, спорт-майданчик.

#### Стадіон

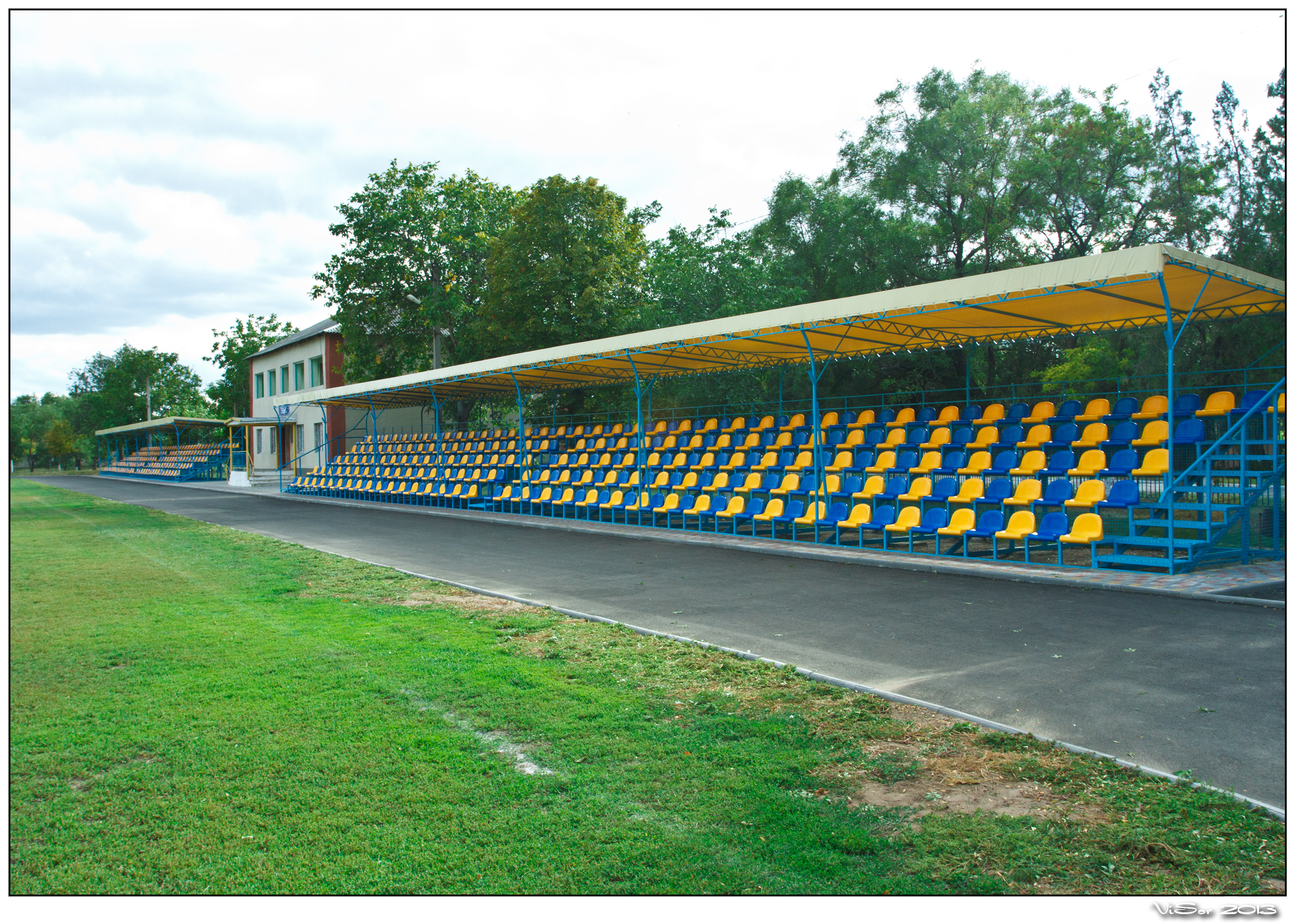
Стадіон «Колос»

У місті побудовано новий стадіон на місці старого стадіону, на побудову використано найновітніші матеріали та близько 6 млн гривень. Є поле з живою травою для традиційного футболу, майданчик для міні-футболу, тенісний корт, тренажерний майданчик, бігова доріжка. Стадіон вміщує 1480 осіб(сидячі місця).

#### Кінотеатр
Наразі кінотеатр «Перемога» не обслуговує відвідувачів, а його приміщення знаходиться під опікою приватних підприємців. Раніше хол будівлі використовувався як виборча дільниця під час державних виборів.

### Освіта та медицина

#### Школи та дитячі садочки

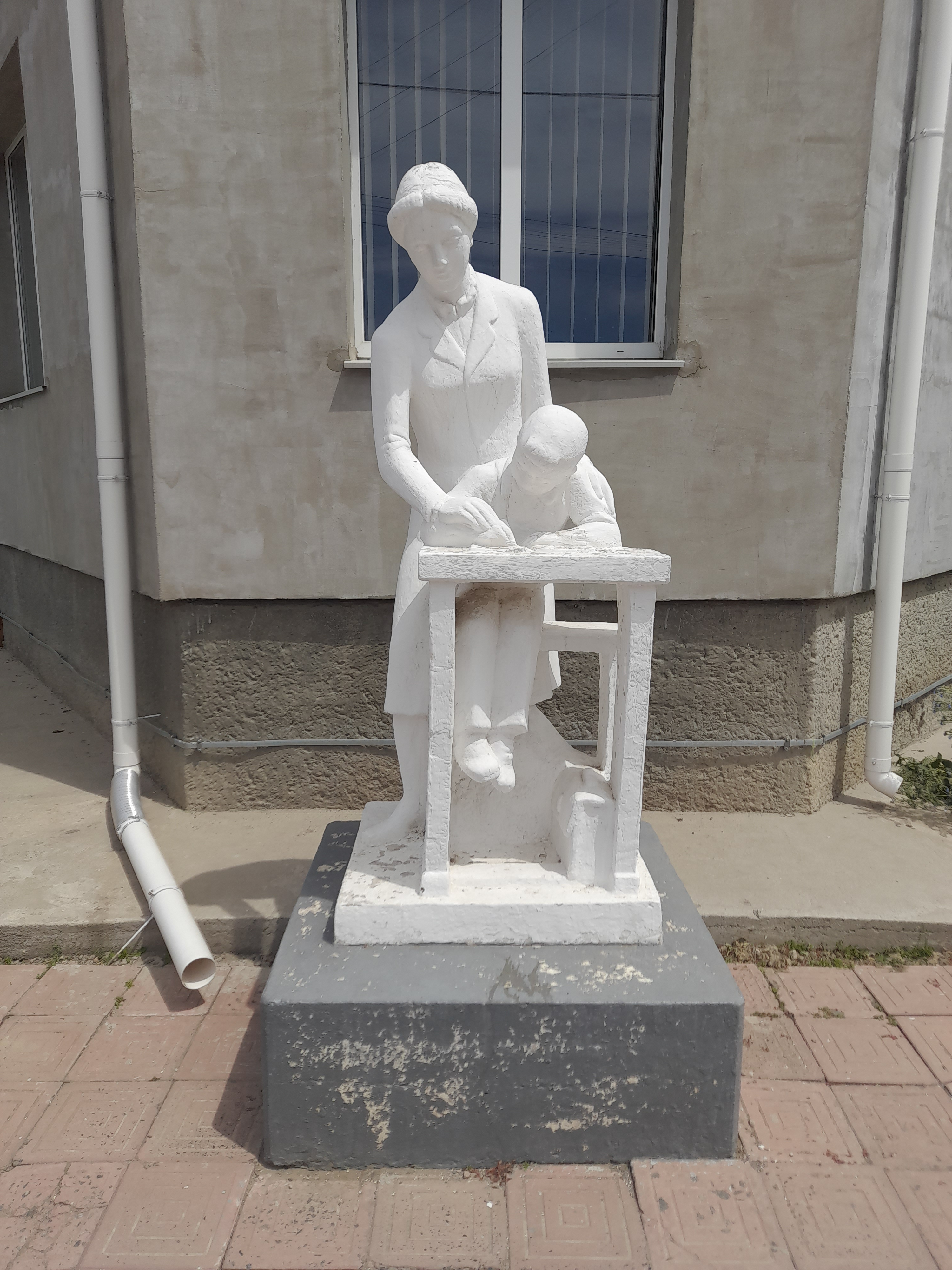
Пам'ятник першій вчительці біля будівлі школи №2, вул. Грушевського

На території Березівки знаходяться 3 загальноосвітніх школи I—III ступеню, та 3 дитячих садка.
Позашкільні заклади:
- Музична школа
- Дитяча спортивна школа
- Центр дитячої творчості

#### Професійні навчальні заклади
- Березівський професійний аграрний ліцей
- Вище професійне училище Одеського національного політехнічного університету

#### Центральна районна лікарня
Медичний заклад, що обслуговує громадян з усієї Березівщини. До складу ЦРЛ входять: інфекційне, хірургічне, реанімаційне, терапевтичне відділення; пологовий будинок, будівля поліклініки, кабінет реабілітації хворих на туберкульоз, морг, пункт швидкої допомоги.

## Нинішній час

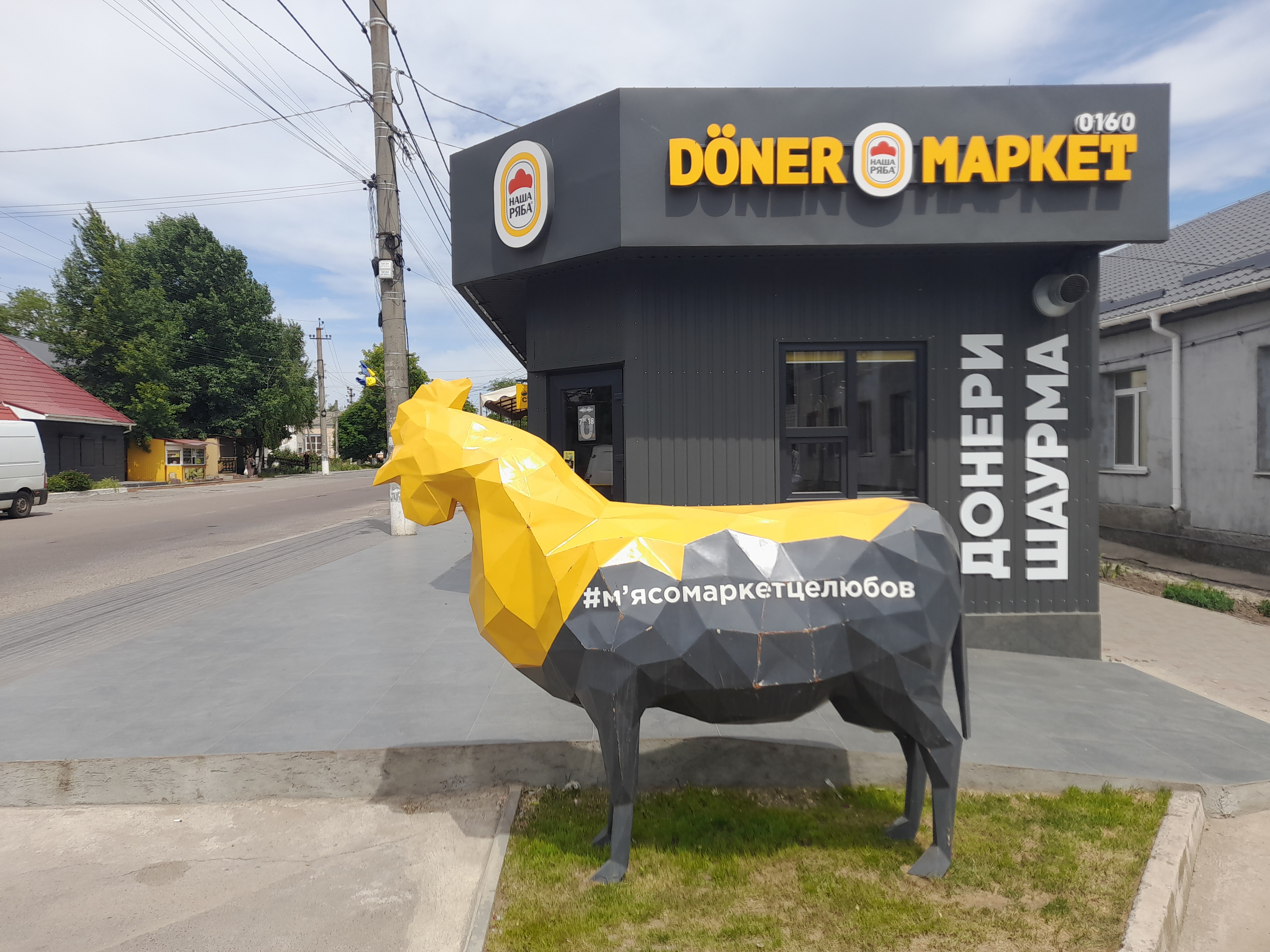
Магазини на вул. Грушевського

В районі активно розвивається сільське господарство та спорт, будуються СТО та ресторани. Біля міста Березівка поряд із селом Вікторівка відкритий перший на півдні України гірськолижний курорт, який побудований по новітнім технологіям і який приваблює нових туристів в цей район. Встановлено новий фонтан біля міської ради, новітнє освітлення вулиць, ліхтарі на стовпах, відеоспостереження, відбійники на дорогах.

## Відомі особистості
У місті народилися:
- Євгенія Лопушинська (1920—1996) — український архітектор.

## Місто-побратим
Толмин, Словенія (2019)

## Галерея
|                |
| Площа Шевченка |

|                  |
| Будинок культури |

|               |
| Міський ринок |

|              |
| Нічна вулиця |

|                                                        |
| Будівля районної адміністрації та пам'ятник Шевченкові |